# Caracong de Sile

## Caracóng de Sile ( Kakarong de Sili o Kakarong Real)

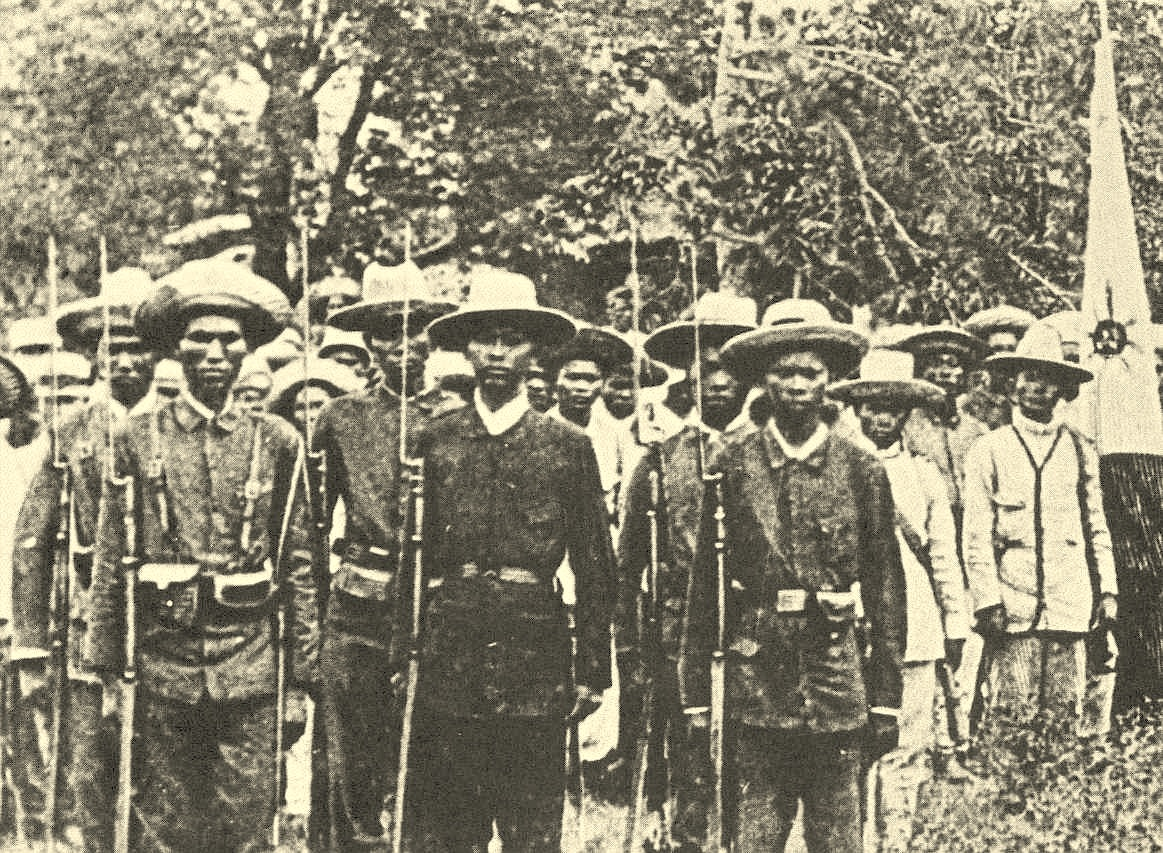
Rebeldes filipinos armados conocidos como Katipuneros.

Durante la Revolución de Filipinas, el 1 de enero de 1897, en el transcurso de una operación militar en el que intervinieron varias unidades, el Comandante José Olaguer Feliú al mando de una columna de 600 soldados españoles tomó por asalto la fortificación de Caracóng de Sile ( Kakarong de Sili o Kakarong Real), en la provincia de Bulacán, en la isla de Luzón, a los rebeldes del Katipunan, los cuales habían constituido la República del Kakarong, la cual era una pequeña ciudad. Estaban liderados por Canuto Villanueva como Jefe Supremo y el General Eusebio Roque (conocido como Maestrong Sebio o Dimabungo) que estaba al mando de un ejército entre 3.000 a 6.000 hombres. 
Los revolucionarios fueron tomados por sorpresa y a pesar de duplicar a los efectivos españoles, fueron sobrepasados por la mejor preparación militar de las fuerzas españolas. Los Katipuneros tuvieron entre 700 a 1.100 muertos. 
El Comandante Olaguer Feliú logró capturar 6 fortificaciones, 7 cañones y una fábrica de municiones, además de un gran número de armas de fuego. Las tropas españolas solo tuvieron un oficial y 23 soldados muertos. Los heridos fueron 1 oficial y 75 soldados.
Por esta victoria al comandante Olaguer Feliú se le otorgó la prestigiosa Cruz de San Fernando, y fue ascendido al grado de teniente coronel.

## Vistas de Kakarong de Sili

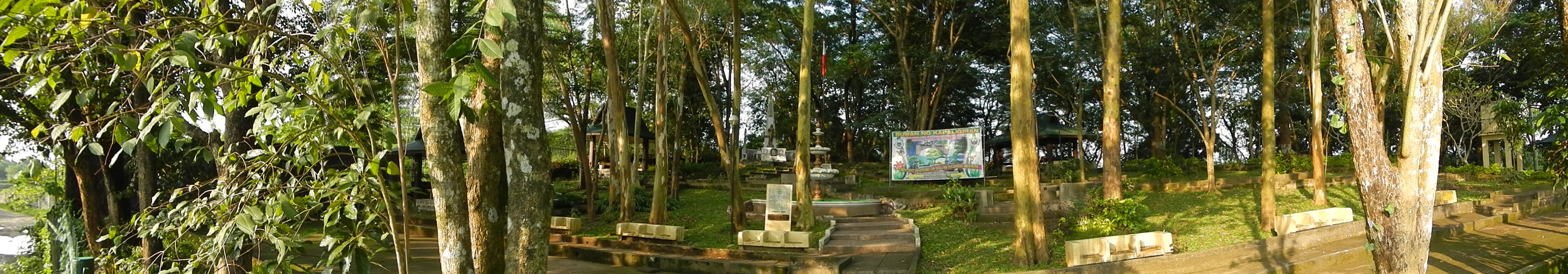
La República de Kakarong de Sili fue la primera república organizada de la Revolución Filipina.
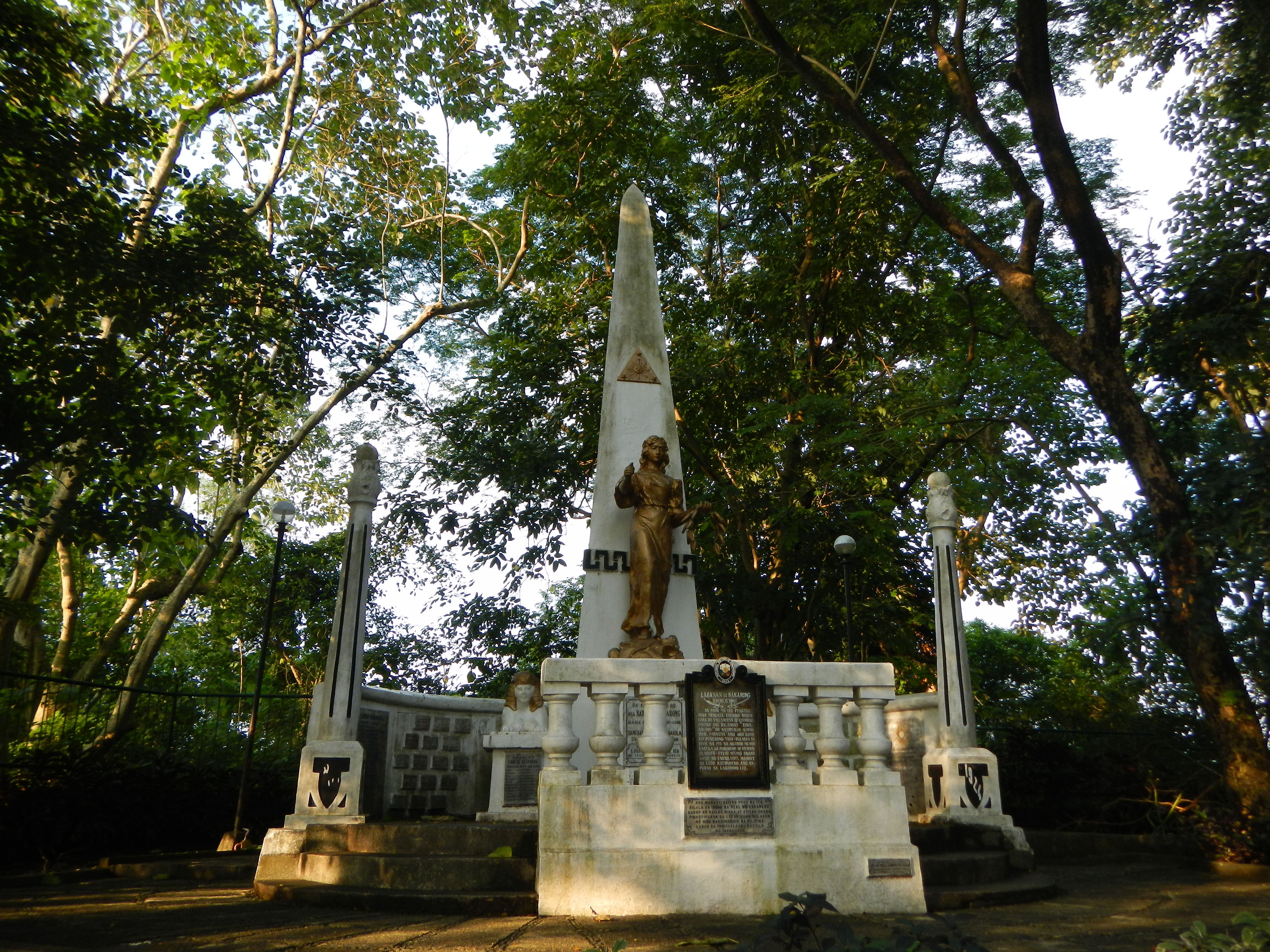
Monumento en memoria de la batalla de Kakarong de Sili.
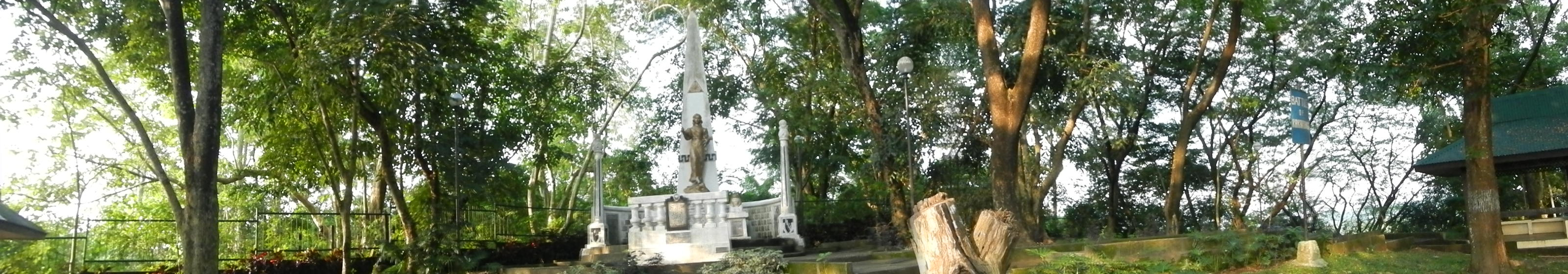
El Comandante José Olaguer Feliú al mando de 600 soldados lograron derrotar a los feroces Katipuneros.